# Districtul Dombóvár
Dombóvár (în maghiară Dombóvári járás) este un district în județul Tolna, Ungaria.
Districtul are o suprafață de 509,02 km2 și o populație de 32.333 locuitori (2013).